# Martignargues
Martignargues is een gemeente in het Franse departement Gard (regio Occitanie) en telt 240 inwoners (1999). De plaats maakt deel uit van het arrondissement Alès.

## Geografie
De oppervlakte van Martignargues bedraagt 4,9 km², de bevolkingsdichtheid is 49,0 inwoners per km².
De onderstaande kaart toont de ligging van Martignargues met de belangrijkste infrastructuur en aangrenzende gemeenten.

## Demografie
Onderstaande figuur toont het verloop van het inwonertal (bron: INSEE-tellingen).